# Пая-Лебар (авіабаза)
Авіабаза Пая-Лебар (PLAB) (IATA: QPG, ICAO: WSAP) — військова авіабаза ВПС Республіки Сінгапур, розташована в районі Пая-Лебар, центрально-східній частині Сінгапуру, девіз авіабази «Сила Через готовність».
Авіабаза була побудована 1954 році як Сінгапурський міжнародний аеропорт замість аеропорту Калланг, управління аеропортом було передано ВПС Сінгапура у 1980 році, тоді він був перейменований на авіабазу Пая-Лебар після переїзду цивільного аеропорту в Чангі.

## Історія
Аеропорт був відкритий 20 серпня 1955 року Державний секретар у справах колоній Алан Леннокс-Бойд. Архітектором проекту був Дж. Дж. Брайан, інженер з громадських робіт із досвідом будівництва аеропортів у Малайї та Індії.
У цей час він був хабом для Малайських Авіаліній, авіакомпанія здійснила перший рейс за межами Південно-Східної Азії в 1958 році, використовуючи орендований у Qantas літак DC-4. У 1962 році було створено спільну службу цивільного контролю повітряного руху RAF/Сінгапур для забезпечення військового прикриття протиповітряної оборони.
У 1966 році компанія більше зосередилась на Сінгапурі, купивши Boeing 707, відкривши штаб-квартиру, і перейменувавши себе на Малайсько-Сінгапурські Авіалінії - із помітним флуоресцентним жовтим кольором. Основним хабом став Пая Лебар.
З 1979 по 1980 рік British Airways спільно з Сінгапурськими Авіалініями розпочала  використання літаків Concorde з лондонського аеропорту Хітроу до Сінгапуру.
Аеропорт був обмежений житловими будівлями, і, хоча аеропорт ще працював деякий час, водночас з цим було розпочато будівництво Сінгапурського міжнародного аеропорту в Чангі в 1975 році, який відкрився в 1981 році. Відтоді Пая Лебар закритий для цивільного руху, а Чангі взяв на себе коди аеропорту Пая Лебар (SIN / WSSS).

## Перехід на військове використання
Пая Лебар почав поступово перетворюватися на військову повітряну базу з кінця 1967 року. Протягом цього року було створено Центр повітряного руху для обслуговування пасажирів та вантажів, які прибувають у ВПС Республіки Сінгапур, а також чартерні рейси Міністерства оборони та іноземні військові літаки . Збереглася оригінальна будівля терміналу (пофарбована в зелений колір), ангар для обслуговування та контрольна вежа. Доступ до терміналу та ангарів закритий. Він став повноцінною військовою авіабазою в 1981 році, коли був відкритий аеропорт Чангі Сінгапуру і згодом був перейменований в аеробазу Пая Лебар (PLAB) того ж року.

## Повітряна база Пая Лебар
На даний момент у повітряній базі розміщені літаки типу C-130 Hercules  та дві ескадрильї F-15SG Strike Eagles.

### Літаючі ескадри
- 122 ескадра з 10 геркулесами С-130,
- 142 ескадра з 15 ударними орлами F-15SG,
- 149 ескадрон з > 24 ударними орлами F-15SG [6]

### Ескадри підтримки
- Повітряна логістична ескадра (ALS)
- Ескадра з обслуговування аеродрому (AMS)
- Польова ескадра (FDS)
- Літальна ескадра підтримки (FSS)

### Колишні ескадри
- 141 ескадра
- 144 ескадра з F-5S / T

### Використання ВПС США
Окрім того, що база використовується різними льотними підрозділами ВПС США та ВМС США (включаючи авіацію морської піхоти Сполучених Штатів Америки ) в якості зупинки для заправки та пункту відправлення / транзиту, база також постійно використовується 497-ї бойовою навчальною ескадрильєю.
Повітряна база Пая Лебар також приймає VIP-літаки ВПС США. Борт Номер Один приземлився на базі під час двох візитів президента Джорджа Буша до Сінгапуру в жовтні 2003 року  та листопаді 2006 року  .
Boeing 747-200 E-4B ВПС США регулярно приземляється на базі, коли міністр оборони США відвідує Сінгапур, як і Boeing 757 C-32A, який обслуговує польоти Державного секретаря.
10 червня 2018 року президент Дональд Трамп приземлився в повітряній базі на саміті Північна Корея-США 2018,а лідер Північної Кореї Кім Чен Ун приземлився в аеропорту Чангі.

### Саміт Північна Корея-США 2018
Повітряна база Пая Лебар була обрана для прийомуБорта Номер Один для Саміту Північна Корея-США 2018 між президентом Дональдом Трампом та Кім Чен Ином 12 червня 2018 року . Хоча в ранніх повідомленнях ЗМІ припускали, що Іл-62 Кіма приземлиться в Пая Лебар, його літак приземлився в аеропорту Чангі в Сінгапурі .
6 червня авіаційними органами Сінгапуру було оголошено, що для частин 11–13 червня будуть введені тимчасові обмеження повітряного простору. Повітряним суднам, які прибувають в аеропорт Чангі в Сінгапурі, потрібно буде зменшити швидкість. Пілотів також повідомили, щоб вони дотримувались дистанції від авіабази Пая Лебар, оскільки це об'єкт, який використовується президентом США. Кім приземлився в аеропорту Чангі в Сінгапурі 10 червня. Після саміту Трамп вилетіли з Сінгапуру через Пая Лебар о 18:30 за сингапурським часом.

## Музей ВПС

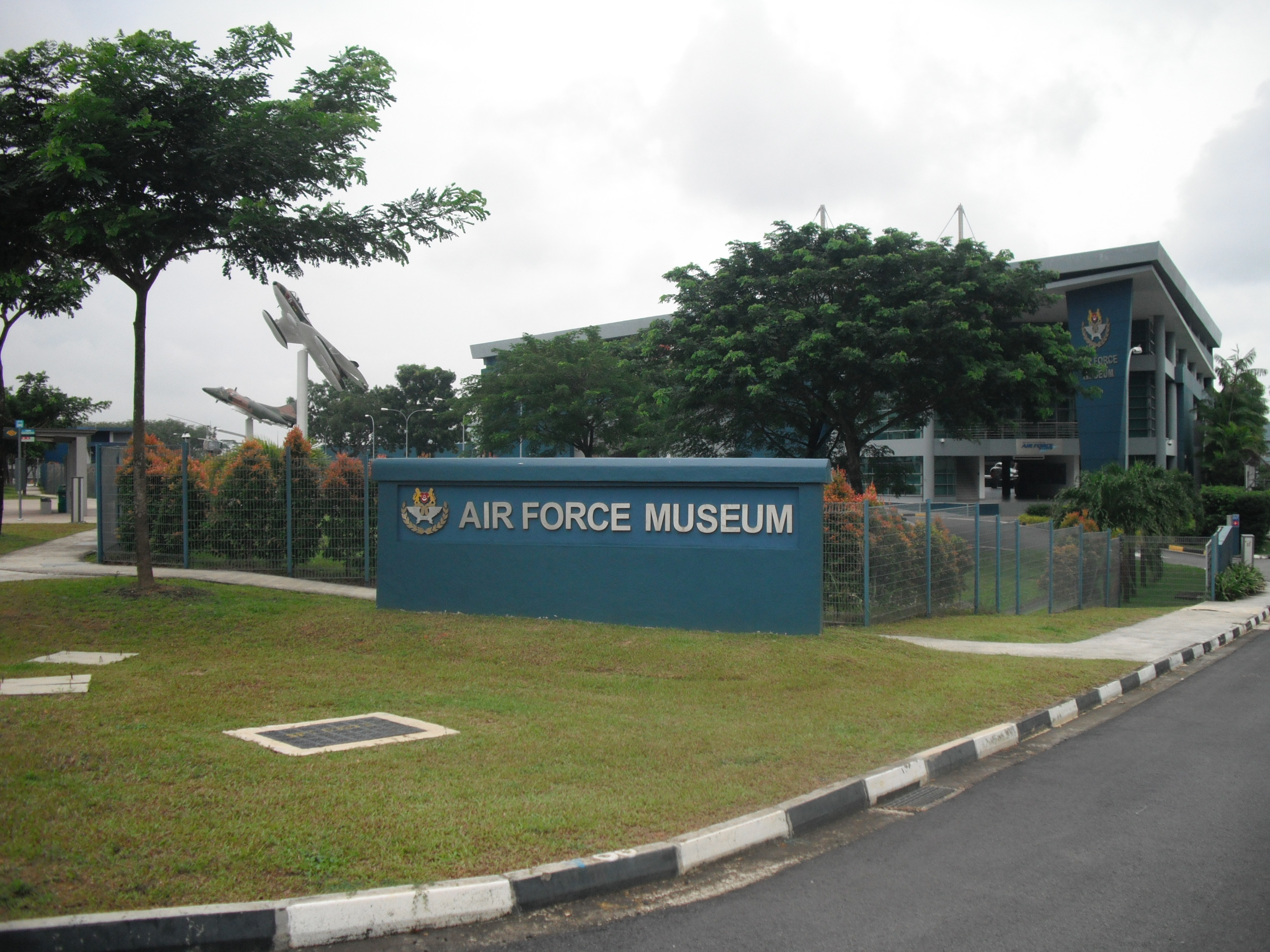
Музей ВПС

Музей розташований уздовж аеропортної дороги біля авіабази. Було виконано його оновлення 2015 році.

## Відкритий Дім ВПС
Відкритий дім - це авіашоу, яке зазвичай проводиться на авіабазі Пая Лебар. .

## Спадщина
Стара будівля пасажирського терміналу та контрольна вежа досі стоять, хоча зараз вони розміщують підрозділи ВПС і перебувають поза межами доступу. Тим не менш, значна частина інтер’єру досі залишається цілою і майже повністю збереглася з часу її першої побудови. Дорога, яка раніше вела до старого пасажирського терміналу, ще відома як Аеропортна дорога.

## Майбутнє
Авіабаза буде переселена з 2030 року. На повітряній базі Тенга та авіабазі Чангі тривають роботи з роширення та перенесення ВПС з Пая Лебар після закриття авіабази.